# Bella Agossou
Bella Agossou  est une actrice béninoise du cinéma espagnol née à Savalou au Bénin. Résidant à Barcelone en Espagne depuis avril 2002, elle y mène une carrière d'actrice de cinéma.

## Biographie
Elle commence sa carrière au Bénin par le théâtre avec la compagnie « Sonangnon », un groupe qu'elle crée et développe pendant 4 ans avant de partir en Espagne en 2002. Dès son arrivée, elle apprend le catalan et l’espagnol. Elle joue un rôle principal dans le film Un cuento de Navidad (« Conte de Noël »). Elle y joue le rôle d’une femme recherchée par la police pour défaut de papiers en tant qu'immigrée clandestine.
Elle travaille sur des longs métrages de cinéma, des téléfilms, des séries télévisées, au théâtre et beaucoup dans des spots publicitaires dans son nouveau pays d'adoption l'Espagne. Elle joue des rôles dans plusieurs films africains et à l’international dont on peut citer entre autres Los Nuestros, Un cuento de Navidad et Palmeras en la Nieve. Elle est titulaire d’une licence professionnelle.
Le jeudi 13 juillet 2017, elle présente à la presse une boutique dénommée « NOK » qui met en valeur les valeurs de sa culture, dont elle est responsable et dont le cadre est chargé d’articles artisanaux fabriqués par la créatrice,.

## Filmographie

### Actrice
- 2008 : El Cor de la Ciutat d'Esteve Rovika
- 2009 : Un Conte de Nadal de Ferran Llagostera (téléfilm)
- 2010 : Johan Primero de Johan Kramer
- 2010 : Catalunya über alles! de Ramon Termens
- 2011 : Alakrana, de Salvador Calvo (mini série)
- 2012 : Tengo Ganas de Ti de Fernando Gonzalez Molina
- 2013 : Kubala, Moreno i Manchón de Kiko Ruiz (série)
- 2013 : Un cuento de Navidad de Silvia Quer (téléfilm)
- 2013 : Born de Claudio Zulian
- 2014 : Palmeras en la Nieve de Fernando Gonzalez Molina
- 2014 : Los Nuestros de Salvador Calvo (mini série)
- 2016 : Le Pantalon rouge de Hervé Djossou (court-métrage)
- 2017 : El Cuaderno de Sara de Norberto Lopez Amado
- 2020 : Adú de Salvador Calvo : Safí
- 2021 : La familia perfecta d'Arantxa Echevarría